# Bradford Rock
Der Bradford Rock ist ein vereister, inselähnlicher Rifffelsen im Archipel der Windmill-Inseln vor der Küste des ostantarktischen Wilkeslands. Er markiert das nordwestliche Ende der Gruppe der Swain-Inseln.
Der Rifffelsen wurde anhand von Luftaufnahmen der US-amerikanischen Operation Highjump (1946–1947) grob kartiert. 1957 nahmen Wissenschaftler der Wilkes-Station unter der Leitung des US-amerikanischen Polarforschers Carl R. Eklund (1909–1962) eine Vermessung vor. Eklund benannte ihn nach Don L. Bradford, Mitglied einer Einheit der United States Navy zur Unterstützung der Überwinterungsmannschaft auf der Wilkes-Station während des Internationalen Geophysikalischen Jahres (1957–1958).